# Hirving Lozano
Hirving Rodrigo Lozano Bahena (* 30. Juli 1995 in Mexiko-Stadt) ist ein mexikanischer Fußballspieler.
Der im offensiven Mittelfeld und Flügel einsetzbare Lozano stammt aus der Jugendabteilung vom CF Pachuca, für deren Profimannschaft er in dreieinhalb Jahren über 150 Pflichtspiele absolvierte. Im Juni 2017 schloss er sich dem niederländischen Ehrendivisionär PSV Eindhoven, wo ihm der Durchbruch im europäischen Fußball gelang. Seit Januar 2025 spielt er in der MLS für San Diego FC.
Der in seiner Heimat auch unter dem Spitznamen Chucky bekannte Lozano spielte für die U20 und U23-Nationalmannschaften seines Heimatlandes, bevor er im Februar 2016 sein Debüt für die A-Auswahl bestritt. Mit El Tri nahm er seitdem an diversen internationalen Wettbewerben teil, wie der Weltmeisterschaft 2018 in Russland.

## Karriere

### Verein

#### CF Pachuca
Der in Mexiko-Stadt geborene Hirving Lozano stieß im Jahr 2009 in die Nachwuchsabteilung des CF Pachuca, einem Verein in der gleichnamigen Stadt Pachuca de Soto. Zur Clausura 2014 wurde er in die erste Mannschaft der Tuzos befördert. Am 8. Februar 2014 (6. Spieltag der Clausura) gab Lozano im Auswärtsspiel gegen den Club América sein Debüt in der höchsten mexikanischen Spielklasse, als er in der 83. Spielminute für Jürgen Damm eingewechselt wurde und bereits fünf Minuten später erzielte er das entscheidende Tor zum 1:0-Sieg im ikonischen Estadio Azteca, der Heimstätte des Gegners. Seit diesem Spiel war er ein ständiger Einwechselspieler vom Cheftrainer Enrique Meza in der Clausura und in den Liguillas der Clausura 2014 entwickelte er sich zum Stammspieler. Mit Pachuca drang er ins Endspiel um den Meistertitel gegen den Club León vor. In Finalhinspiel steuerte Lozano zum 3:2-Auswärtssieg einen Treffer bei. Das Rückspiel im eigenen Stadion ging jedoch mit 0:2 nach der Verlängerung verloren und der Club León krönte sich zum Meister. Lozano kam in dieser Clausura 2014 in 16 Spielen zum Einsatz, in denen ihm zwei Tore und vier Vorlagen gelangen.
In der folgenden Apertura 2014 war Lozano bereits eine feste Größe in der Startformation Mezas. Sein erstes Saisontor markierte er am 10. August 2014 (4. Spieltag der Apertura) beim 3:0-Heimsieg gegen Deportivo Guadalajara. Am 31. August (7. Spieltag der Apertura) schoss Chucky Lozano seine Mannschaft mit seinem ersten Doppelpack in seiner professionellen Karriere zum 2:1-Auswärtssieg gegen den Club León. Sein Verein schied im Viertelfinale der Liguillas gegen die UANL Tigres mit einem Gesamt-Score von 2:2 aufgrund der schlechteren Platzierung in der Punktspielrunde aus und trennte sich in der Folge von seinem Cheftrainer Ojito Meza. Diese Apertura beendete er mit vier Toren und drei Vorlagen in 19 Spielen. In der Clausura 2015 bestritt Lozano 16 Einsätze, in denen er vier Tore und eine Vorlage sammelte. In den Liguillas schied Pachuca im Halbfinale mit einem Gesamt-Score von 2:2 gegen den Querétaro FC erneut aufgrund der schlechteren Platzierung in der Punktspielrunde aus.
In der folgenden Apertura 2015 bestritt er alle 17 Spiele der Punktspielrunde und steuerte dazu vier Tore und vier Vorlagen bei. Pachuca qualifizierte sich als 12. der Tabelle nicht für die Liguillas. Am 20. März 2016 (11. Spieltag der Clausura) erzielte Hirving Lozano beim 6:0-Heimsieg gegen die Tiburones Rojos den ersten Hattrick seiner professionellen Karriere. Mit sechs Toren in der regulären Clausura 2016 trug er wesentlich zum zweiten Tabellenplatz der Tuzos bei. Nachdem man Santos Laguna im Viertelfinale der Liguillas ausgeschaltet hatte, erzielte Lozano im Halbfinalhinspiel beim 1:1 gegen den Club León das Tor seiner Mannschaft. Im Rückspiel erzielte er in der 93. Spielminute den 2:1-Siegtreffer. Im Finale besiegte man den CF Monterrey in zwei Spielen. In dieser Clausura 2016 erzielte er in 23 Spielen acht Tore und bereitete sechs weitere Treffer vor.
Die Apertura 2016 begann er am 17. Juli 2016 mit zwei Toren und einer Vorlage beim 5:1-Heimsieg gegen den Club León. Am 28. August (7. Spieltag der Apertura) beim 1:1-Unentschieden gegen den CF Monterrey wurde er erstmals in seiner Karriere mit der roten Karte vom Platz gestellt. Fünf Tage später meldete er sich beim 11:0-Auswärtssieg gegen Police United aus Belize in der CONCACAF Champions League 2016/17 mit vier Toren und einer Vorlage zurück. In der Apertura 2016 erzielte er in 15 Einsätzen sieben Tore und assistierte bei fünf weiteren Treffern. Aus den Liguillas schied man im Viertelfinale gegen den Club Necaxa aus. In der ersten Partie der Clausura 2017 schoss er seine Mannschaft mit einem Triplepack zum 4:2-Auswärtssieg gegen den Club León. Diese drei Treffer sollten in 14 Spielen der Clausura seine einzigen sein und Pachuca qualifizierte sich als Tabellenzehnter nicht für die Liguillas. Im Rückspiel des Halbfinales der Champions League erzielte er beim 3:1-Heimsieg gegen den FC Dallas einen Doppelpack und beförderte Pachuca in das Endspiel. Mit einem 2:1-Gesamtsieg in zwei Spielen gegen den Ligakonkurrenten Tigres UANL gewann man den fünften Titel in diesem Wettbewerb. Lozano wurde mit sieben Toren zum Torschützenkönig und zusätzlich mit der Auszeichnung zum besten jungen Spieler belohnt.
In dreieinhalb Jahren beim CF Pachuca absolvierte Hirving Lozano 140 Einsätze, in denen er 41 Tore erzielte und 28 Vorlagen beisteuerte.

#### PSV Eindhoven
Am 19. Juni 2017 wurde der Wechsel Hirving Lozanos zum niederländischen Verein PSV Eindhoven bekanntgegeben. Der Ehrendivisionär bezahlte für die Dienste des Offensivspielers eine Ablösesumme in Höhe von acht Millionen Euro – Später durch Bonuszahlungen auf 12,5 Millionen gestiegen – und stattete ihn mit einem Sechsjahresvertrag aus. Sein Pflichtspieldebüt bestritt er am 27. Juli 2017 bei der 0:1-Heimniederlage gegen den kroatischen Verein NK Osijek in der 3. Qualifikationsrunde zur UEFA Europa League 2017/18, als er in der 62. Spielminute für Bart Ramselaar eingewechselt wurde. Nachdem auch das Rückspiel mit 0:1 verloren gegangen war, war fixiert, dass die PSV in dieser Spielzeit nicht am internationalen Geschäft teilnehmen wird. Sein Ligadebüt absolvierte er am 12. August 2017 (1. Spieltag) beim 3:2-Heimsieg gegen AZ Alkmaar, in dem er sein erstes Tor erzielte. Auch an den nächsten zwei Spieltagen, bei den Siegen gegen den NAC Breda und den Roda JC, konnte er jeweils treffen und wurde damit zum ersten Spieler, der in jedem seiner ersten drei Ligaspiele für die PSV treffen konnte. Sein erster Doppelpack, am 30. September (7. Spieltag), beim 4:0-Heimsieg gegen Willem II Tilburg, waren bereits sein fünfter und sechster Treffer in dieser Saison 2017/18. Beim 2:2-Unentschieden gegen den SC Heerenveen am 17. Februar 2018 (24. Spieltag) wurde er in dieser Spielzeit zum zweiten Mal des Feldes verwiesen, als er seinem Gegenspieler Lucas Woudenberg ins Gesicht fasste. Lozano erhielt daraufhin von der KNVB eine Drei-Spiele-Sperre. Die Saison beendete Hirving Lozano mit 28 Scorerpunkten (17 Tore und 11 Vorlagen) in 29 Ligaspielen und trug damit wesentlich zum Meistertitel der Boeren bei.
Lozano begann die Saison 2018/19 mit einem Treffer beim 4:0-Heimsieg gegen den FC Utrecht am 11. August 2018. In den beiden Play-off-Spielen zur UEFA Champions League 2018/19 gegen BATE Baryssau konnte er treffen und beförderte seine Mannschaft so in die Gruppenphase. Ihm gelang es auch in dieser Spielzeit seine hervorragenden Leistungen aus der Vorsaison zu wiederholen. Den ersten Doppelpack der Spielzeit erzielte er am 15. September 2018 (5. Spieltag) beim 7:0-Kantersieg gegen ADO Den Haag in deren eigenen Cars Jeans Stadion. Am 24. Oktober erzielte er beim 2:2-Unentschieden gegen die Tottenham Hotspur sein erstes Tor in der Champions League. In der Champions League war bereits in der Gruppenphase als Tabellenletzter Schluss und in der Liga wurde man hinter Ajax Amsterdam Vizemeister. Lozano gelangen in dieser Spielzeit in 30 Ligaspielen erneut 28 Scorerpunkte (17 Tore und 11 Vorlagen).
In zwei Jahren bei der PSV Eindhoven bestritt er 79 Pflichtspiele, in denen er 40 Treffer erzielte und 23 weitere Tore assistierte.

#### SSC Neapel

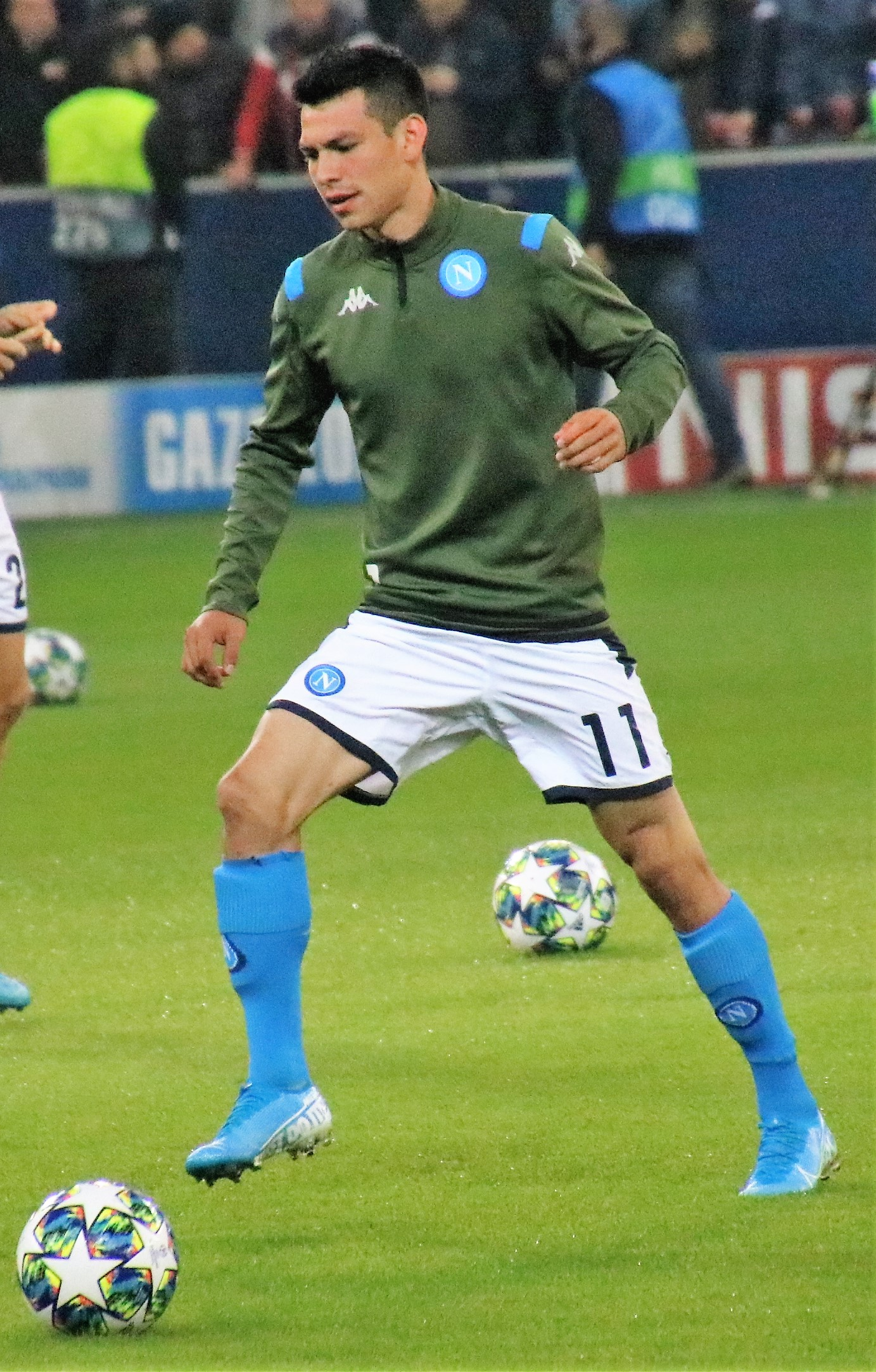
Hirving Lozano im Trikot der SSC Neapel (2019)

Am 23. August 2019 wechselte Hirving Lozano zum italienischen Erstligisten SSC Neapel, wo er einen Fünfjahresvertrag unterzeichnete. Die Azzurri bezahlten eine Ablösesumme in Höhe von 38 Millionen Euro, welche sich durch Bonuszahlungen auf 42 Millionen Euro erhöhen kann. Damit wurde er zum teuersten Neuzugang der Vereinsgeschichte, zum teuersten Verkauf der Vereinsgeschichte der PSV und zum Mexikaner, für welchen die höchste Ablösesumme bezahlt wurde. Sein Ligadebüt bestritt er am 31. August 2019 (2. Spieltag) bei der 3:4-Auswärtsniederlage gegen Juventus Turin, als er in der Halbzeitpause für Lorenzo Insigne eingewechselt wurde und in der 68. Spielminute ein Tor erzielte. Bei seinem neuen Verein schaffte er es zu Beginn nicht sich zu akklimatisieren, startete jedoch in den meisten Spiele unter Cheftrainer Carlo Ancelotti. Seit Ancelotti im Dezember 2019 entlassen wurde, ist Lozano unter dessen Nachfolger Gennaro Gattuso häufig außen vor.

#### Rückkehr zur PSV
Im September 2023 wechselte er zurück an seine alte Wirkungsstätte nach Eindhoven. In seiner ersten Saison nach seiner Rückkehr absolvierte Lozano 23 Ligaspiele und wurde mit der PSV niederländischer Meister.

#### Wechsel in die USA
In der Winterpause der Saison 2024/25 wechselte er zum neugegründeten MLS-Klub San Diego FC.

### Nationalmannschaft

#### Mexiko U20
Im Januar 2015 war Hirving Lozano bei der CONCACAF U20-Meisterschaft für die mexikanische U20-Nationalmannschaft im Einsatz. In der Gruppenphase traf er in vier Spielen fünf Mal, darunter zwei Mal beim 9:1-Sieg gegen Kuba und gewann mit Mexiko das Endspiel gegen Panama im Elfmeterschießen. Im selben Jahr nahm er mit der U20 an der U20-Weltmeisterschaft 2015 in Neuseeland teil. Beim einzigen Gruppensieg gegen Uruguay erzielte er ein Tor. Insgesamt bestritt Lozano neun Länderspiele für diese Auswahl, in denen er sechs Tore erzielte.

#### Mexiko U23
Am 18. September 2015 wurde er vom Trainer Raúl Gutiérrez im Rahmen des Qualifikationsturniers für die Olympischen Sommerspiele 2016 in Brasilien erstmals in die mexikanische U23-Auswahl nominiert. Mexiko gewann den Wettbewerb mit einem 2:0-Finalsieg gegen Honduras.
Am 7. Juli 2016 erhielt Lozano seine Einberufung in den 18-Mann-Kader, welcher Mexiko bei den Olympischen Spielen vertreten sollte. Beim Turnier bestritt er alle drei Gruppenspiele und wurde im letzten Spiel, bei der 0:1-Niederlage gegen Südkorea, welche Mexikos Ausscheiden besiegelte, in der 94. Spielminute mit „glatt“ Rot vom Platz gestellt.
Insgesamt bestritt er acht Länderspiele für die U23, in denen er ein Tor erzielte.

#### Mexiko

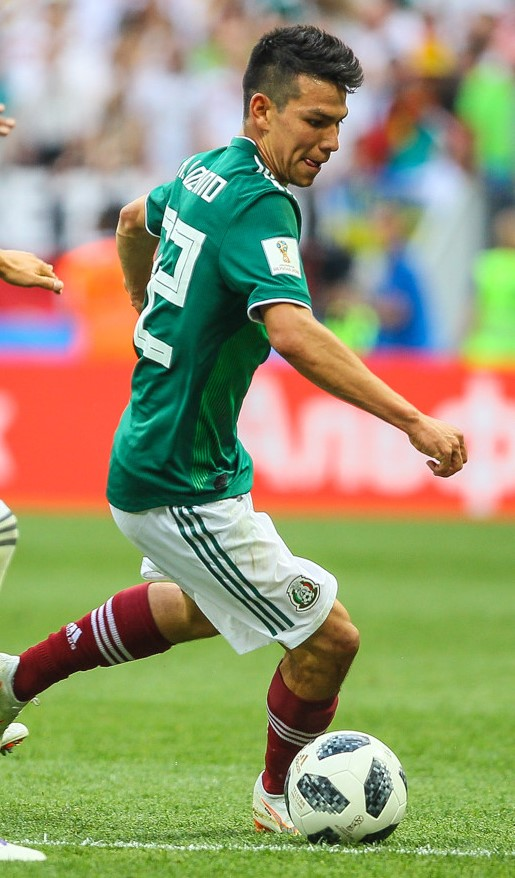
Hirving Lozano im Spiel gegen Deutschland bei der Weltmeisterschaft 2018

Im Februar 2016 erhielt Hirving Lozano von Cheftrainer Juan Carlos Osorio seine erste Nominierung für die mexikanische Nationalmannschaft. Sein erstes Länderspiel absolvierte er am 11. Februar 2016 beim 2:0-Sieg gegen den Senegal, als er die gesamte Spieldauer über auf dem Platz stand und einen Treffer Rodolfo Pizarros assistierte. Bereits in seinem nächsten Einsatz, beim 3:0-Auswärtssieg gegen Kanada in der Qualifikation zur Weltmeisterschaft 2018, erzielte er sein erstes Länderspieltor.
Im Juni 2016 nahm er mit Mexiko an der Copa América Centenario 2016 in den Vereinigten Staaten teil, wo er in allen drei Gruppenspielen zum Einsatz kam und mit El Tri die Finalrunde erreichte. Als Gruppensieger traf man im Viertelfinale auf Chile und verlor dieses Spiel gegen den späteren Sieger mit 0:7.
Nach dem Turnier wurde Lozano zu einem wichtigen Spieler unter Osorio, blieb aber bis zum 3:0-Heimsieg im Qualifikationsspiel gegen Honduras am 9. Juni 2017 ohne Torerfolg. Im gleichen Monat nahm er mit Mexiko am FIFA-Konföderationen-Pokal 2017 in Russland teil. Er wurde erst im letzten Gruppenspiel gegen den Gastgeber eingesetzt und erzielte in der 52. Spielminute das Tor zum 2:1-Endstand. Im verlorenen Halbfinale gegen Deutschland und ebenfalls verlorenen Spiel um Platz drei gegen Portugal stand er auf dem Platz.
Beim CONCACAF Gold Cup 2017 wurde er nicht berücksichtigt. In einem freundschaftlichen Länderspiel gegen Belgien traf Chucky Lozano erstmals in der Nationalmannschaft doppelt.
Am 4. Juni 2018 wurde Lozano in den 23-Mann-Kader für die Endrunde der Weltmeisterschaft in Russland nominiert. Im ersten Gruppenspiel gegen den amtierenden Weltmeister Deutschland erzielte er das einzige Tor des Tages und bescherte El Tri einen überraschenden Auftaktsieg. Beim 2:1-Sieg gegen Südkorea bereitete er einen Treffer Chicharitos vor. Er stand bei der 0:3-Niederlage gegen Schweden und bei der 0:2-Achtelfinalniederlage gegen Brasilien über die volle Distanz auf dem Spielfeld.
Den CONCACAF Gold Cup 2019, den Mexiko gewann, verpasste Hirving Lozano aufgrund einer Knieverletzung.

## Persönliches
Hirving Lozanos jüngerer Bruder Bryan ist ebenfalls Fußballspieler und im Moment beim mexikanischen Erstligisten UNAM Pumas unter Vertrag.
Er ist seit 2014 mit Ana Obregon verheiratet. Das Paar hat eine Tochter (* 2014) und einen Sohn (* 2017).
Lozanos erhielt seinen Spitznamen Chucky nach der bekannten, gleichnamigen Kinderpuppe aus der Horror-Komödien-Reihe in seiner Jugendzeit beim CF Pachuca, als er sich zu seinem Amüsement unter dem Bett seiner Teamkollegen versteckte, um diese zu erschrecken.

## Erfolge

### Verein
CF Pachuca
- Mexikanischer Meister: Clausura 2016
- CONCACAF Champions League: 2016/17

PSV Eindhoven
- Niederländischer Meister: 2017/18, 2023/24

SSC Neapel
- Italienischer Pokalsieger: 2019/20
- Italienischer Meister: 2022/23

### Nationalmannschaft
Mexiko U20
- CONCACAF U20-Meister: 2015

Persönliche Auszeichnungen
- Torschützenkönig der CONCACAF U20-Meisterschaft: 2015
- Mannschaft der CONCACAF U20-Meisterschaft: 2015
- Mannschaft der Liga MX: Clausura 2016, Apertura 2016
- Balón de Oro als Bester Offensiver Mittelfeldspieler der Liga MX: 2015/16
- Torschützenkönig der CONCACAF Champions League: 2016/17
- Mannschaft der CONCACAF Champions League: 2016/17
- Spieler des Monats der Eredivisie: August 2017
- Mannschaft des Jahres der Eredivisie: 2017/18
- CONCACAF-Spieler des Jahres: 2018
- CONCACAF-Mannschaft des Jahres: 2016, 2017, 2018